# Bohus fæstning
Bohus fæstning (norsk: Båhus festning) (oprindelig Bagahus efter Bagaholmen, som den ligger på, derefter Bahus) er en fæstningsruin, beliggende på en 40 meter høj klippe på Bagaholmen i Göta älvs nordre udløb Nordre älv, ved Kungälv i Sverige. Fæstningen har givet navn til landskapet (len) Bohuslen.

## Påbegyndt i 1308
Den norske konge Håkon 5. Magnusson påbegyndte byggeriet af fæstningen i 1308 for at overvinde Ragnhildsholmen i nærheden, som den svenske hertug Erik af Södermanland havde i sin magt. "Huset" (fæstningen), som til at begynde med var af træ, blev efterhånden kraftigt forstærket med sten og blev med tiden et af Nordens stærkeste fæstningsværker. Borgen, som dengang kontrollerede grænseelven mellem Norge og Sverige, Göta älv, blev snart en af Norges vigtigste. Bagaholm – holmen hvor fæstningen ligger – var oprindelig et tingsted for Vikens lagdømme. Høvedsmanden på Bohus styrede først den sydlige og senere også nordlige del af det landskab, som efterhånden fik navnet efter borgen, Bohuslen.

## Stor rolle for naborigerne
Bohus kom til at få en stor rolle for begge naborigernes forhold til hinanden, fredelige såvel som fjendtlige. På Bohus trådte det norske rigsråd sammen i 1331 for at erklære Magnus Eriksson myndig. Der blev hans søn Håkon 6. Magnusson hyldet i 1344 som Norges konge, og der modtog Håkons enke dronning Margrete i 1388 de svenske stormænds tilbud om Sveriges krone. Året efter blev den svenske konge Albrecht af Mecklenburg afsat og sat i fangenskab på fæstningen. På Bohus blev den svenske stormand Karl Knutsson Bonde udråbt til norsk konge 1449. 1455-56 var slottet et trygt tilflugtssted for danskere og nordmænd under den svenske anfører Tord Bonde.
Båhuslen måtte betale for sit eget forsvar. Det var et rigt område, men da befolkningen var ret lille, var der færre at fordele byrden på. Af alle nye skatter i Norge omkring år 1500, faldt 90 % på bygderne i fæstningens nærhed. Ingen anden norsk landsdel betalte noget tilsvarende i skat som Båhuslen. 

## Belejret 14 gange
Fæstningen er blevet belejret hele 14 gange, men aldrig indtaget af fjendtlige styrker. I 1400-tallet blev den regnet for Norges stærkeste fæstning. Den havde fire høje hjørnetårne og en sammenhængende, tre meter bred ringmur, som lå tilpasset i terrænet i en højde af 8 til 12 meter. Første gang borgen blev belejret var i 1482. Den danske adelsmand Jørgen Lauritssøn, som var høvedsmand på fæstningen, nægtede at overgive borgen til det norske riksråd i forbindelse med valget af ny konge. Christian 2. belejrede den i 1531, og svenskerne forsøgte fem gange i løbet af Den Nordiske Syvårskrig (1563-70) at storme fæstningen. Det længste de kom, var i marts 1566, da det efter flere forsøg lykkedes Nils Boije og Nils Sture med 250 soldater at indtage et af hovedtårnene, som kaldes "fars hat". Det fungerede imidlertid som krudtkammer, og idet tårnet blev indtaget, blev tårn og soldater sprængt i luften.
Under belejringen blev borgen påført store skader, men blev hurtig genopbygget som en mere tidssvarende renæssanceborg. Forbedringer og tilbygninger fortsatte i 1595 og 1605 samt i 1645, da svenskerne under Torstenssonfejden beskød borgen. Fæstningen fik en slotspræget borgkerne med tre formede tårntage og høje omgivende murbastioner. Det sydvestlige tårntag hed "Mors hue", og et firkantet tårn i det nordvestlige hjørne blev kaldt "fars hat". Midt på den vestlige side rejste "det røde tårn" sig, hvor kirken lå. Set udefra var fæstningen bygget som en uregelmæssig syvkant. Sådan så Bohus ud, da det kom i svensk eje ved freden i Roskilde i 1658, og Karl 10. Gustav holdt sit indtog dér den 30. marts.
Under den skånske krig kom fæstningen igen under en sidste belejring, den vanskeligste af alle. Den varede i næsten to måneder (25. maj-22. juli 1678). Belejrerne var over 10.000 nordmænd under Ulrik Frederik Gyldenløve. Beskydningen var intens, 20.000 – 30.000 kanonkugler, 2.265 bomber, 161 glødende kugler, 600 granater og 79 kurve med håndgranater blev affyret mod borgen. Den ville nok have overgivet sig, hvis ikke G.O. Stenbock var kommet til undsætning. Omkring 1.000 norske soldater mistede livet under forsøgene, mens de svenske tab var på nogle hundrede. Fæstningen blev på ny udbygget og var frem til 1700 residens for Bohusläns landshøvding, men mistede meget af sin militære betydning, da den ikke længere var grænsefæstning. Under Karl 12.s regering blev administrationen af Bohuslen flyttet til Göteborg. Han lod også kanonerne flytte til Sundsborg (ved Svinesund), hvor han anlagde et «stærkt grænseværn mod Norge». Efter hans død fik Bohus sin bestykning tilbage.

## Benyttet som fængsel
Efter dette blev fæstningen en tid benyttet som fængsel. Borgens mest kendte fange var pietisten og prædikanten Thomas Leopold, som sad fængslet i flere perioder, totalt 42 år, hvoraf de 32 på Bohus, for sin tro, der efter den tids norm var vranglære. I 1789 var Sverige i økonomiske vanskeligheder, og Kungälvs indbyggere fik da ret til at tage byggesten derfra; i den forbindelse blev det besluttet, at fæstningen skulle nedrives. Det eneste, som blev sparet, var tårnet «Fars hatt». Ødelæggelserne blev standset i 1796, men Kungälvs indbyggere fik allerede året efter på ny ret til at forsyne sig med sten. I det 19. århundrede forsøgte man at ombygge «Fars hatt» til en mølle, indtil Karl 14. Johan satte en stopper for videre ødelæggelser i 1838. Omfattende udgravnings- og konserveringsarbejde blev udført i årene 1898 til 1904. I 1934 blev et omfattende renoveringsarbejde påbegyndt, og blandt andet opførte man hovedporten igen.

## I dag et populært turistmål
I dag er der offentlig adgang til Bohus fæstning mellem april og september, og den er et populært turistmål i sommersæsonen. Blandt meget andet kan Thomas Leopolds celle besøges. I 2008 fejredes fæstningens 700 års-jubilæum.